# Bataireacht

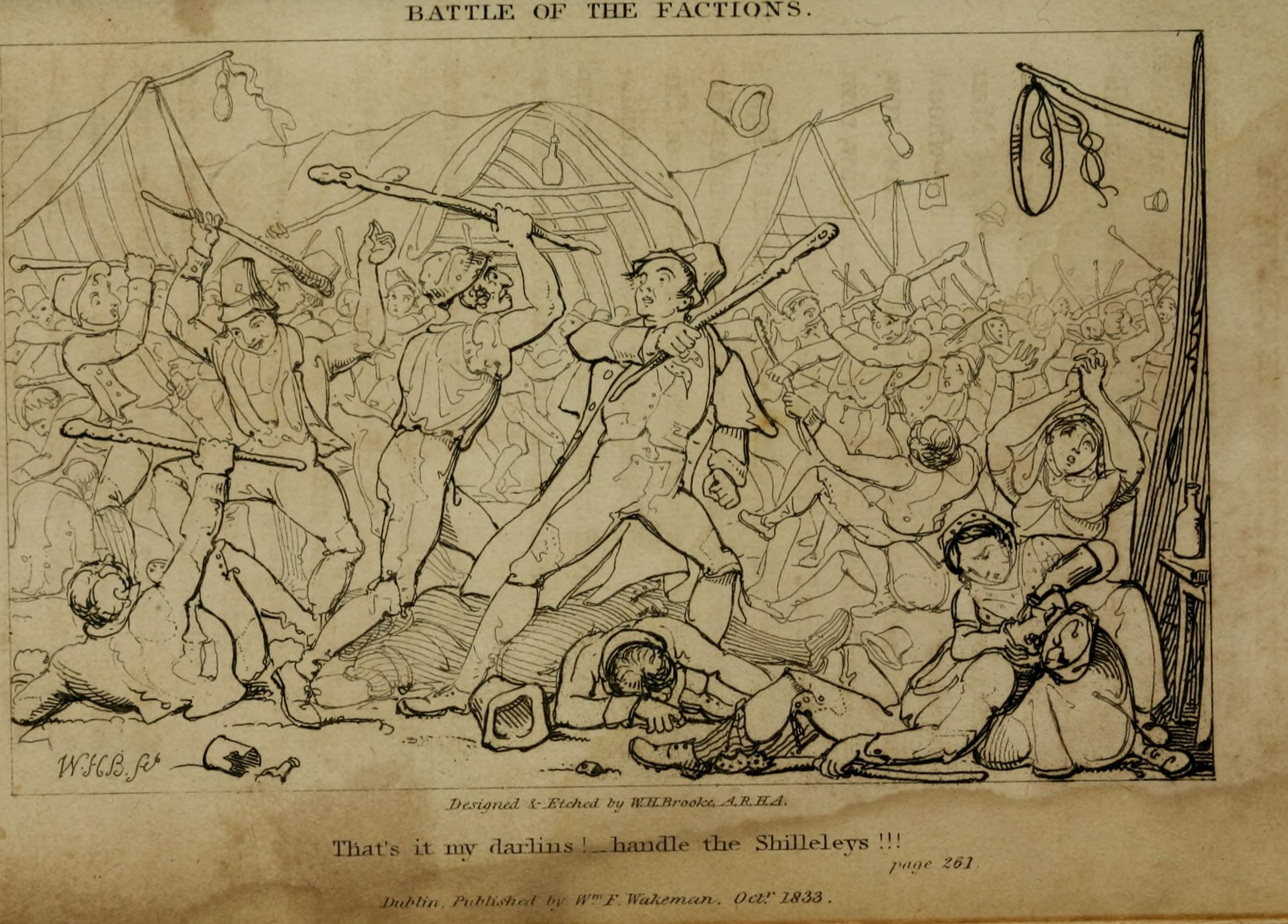
Dessin de 1834 illustrant une rixe entre faction irlandaise pratiquant le bataireacht

Bataireacht (de l'irlandais bata, bâton) est le terme utilisé pour référer à la pratique de l'art martial irlandais, qu'il soit traditionnel ou non, centré autour du shillelagh, un bâton de 90 à 120 cm fait de prunellier, houx, chêne ou frêne.

## Historique
L'utilisation de bâtons et gourdins divers comme armes d'auto-défense s'est développée en Irlande, comme partout ailleurs, durant des siècles. Ainsi et depuis les temps anciens, l'art du combat au bâton a été transmis de père en fils ou enseigné dans les écoles militaires traditionnelles irlandaises par le Maighistir Prionnsa, le maître d'arme. Si bien que le shillelagh (mais beaucoup moins le bataireacht) est toujours identifié à la culture populaire irlandaise de nos jours.
Au XVIIIe siècle, le bataireacht est devenu de plus en plus associé aux gangs irlandais, appelés alors "factions". Les échauffourées des factions irlandaises impliquaient de grands groupes d'hommes (et parfois de femmes) qui s'engageaient en mêlée à des foires provinciales, mariages, enterrements et d'autres événements convenables.
Au XIXe siècle, ces gangs étaient organisés en grandes fédérations régionales qui aboutirent aux "guerres" entre les Caravat et les Shanavest tout au long du XIXe siècle dans le comté de Munster.
Certains auteurs rapportent que les combats de shillelagh étaient également considérés comme des événements sportifs, les champions cherchant de nouveaux challengers dans les fêtes villageoises. Quelques combattants étaient même spécialisés dans le maniement de deux gourdins, appelé “Troid de bata”, le second bâton servant à contrer tel un bouclier. Le bata était tenu quelque part à sa moitié inférieure et manié en fouettant du poignet plutôt qu'agité comme une matraque.

## Pratique moderne
La pratique moderne du bataireacht a resurgit, de nos jours, par le désir de certains pratiquants de maintenir ou rétablir les traditions familiales irlandaises et par d'autres comme une combinaison d'un intérêt historique et culturel envers les arts martiaux européens. Ainsi le renouveau de la pratique a commencé dans différentes régions (Irlande, États-Unis, Canada, Allemagne), indépendamment les unes des autres. Le bataireacht a également gagné en popularité parmi les non-Irlandais, en particulier aux États-Unis, comme une forme d'auto-défense, et notamment car la canne de marche peut être facilement utilisée dans la société moderne.
À l'instar de la plupart des arts martiaux, de multiples versions existent. Historiquement, les bâtons utilisés pour le bataireacht n'étaient pas d'une taille standard, car il y a différents styles de bataireacht, comme autant de bâtons. De rares formes de bataireacht subsistent à ce jour, certaines sont des styles traditionnels spécifiques à la famille qui les a perpétué à travers les années, comme le "Rince an Bhata Uisce Bheatha" (la danse du bâton de whiskey) de la famille Doyle de Terre-Neuve, enseigné au Canada, aux États-Unis et en Allemagne, ou le "Aontroim Bataireacht" (bâton d'Antrim) qui est enseigné au Canada, aux États-Unis et en France. Cette technique a été développée par Maxime Chouinard, un québécois l' ayant appris lors d' un séjour personnel en 2007 en Irlande. En 2020, on compte une cinquantaine de pratiquants dont une trentaine, rien qu' en France. Ce nombre ne cesse de s' accroître grâce à l' intervention de Maxime Chouinard et de ses élèves au Canada comme en Europe qui souhaitent développer l'antrimbata. D'autres techniques auraient survécu à travers les techniques du Hurling (sport traditionnel irlandais) et l'escrime au sabre militaire [réf. nécessaire].  En outre, les membres du mouvement de renouveau des arts martiaux occidentaux ont reconstitué des styles "perdus" en utilisant des manuels d'arts martiaux d'époque, des articles de journaux historiques, des éléments de preuve picturale et des documents judiciaires. Parmi les manuels pédagogiques qui décrivent certaines utilisations du shillelagh, on compte également ceux de Rowland Allanson-Winn et Donald Walker.